# Kurt Ziebis
Kurt Ziebis (* 7. März 1935) ist ein deutscher Offizier, zuletzt Flottillenadmiral der Bundesmarine.

## Leben
Kurt Ziebis war Mitglied der Crew V/56. 1957/58 nahm er an einer Flugzeugführerausbildung in Pensacola (USA) teil. Anschließend war er bis 1963 Flugzeugführeroffizier und Fluglehrer beim Marinegeschwader 1, 2 und an der Flugzeugführerschule A in Landsberg. Von 1963 bis 1968 war er Staffelkapitän Sea Hawk/F 104 beim Marinefliegergeschwader 1 und 2. Bis 1971 übernahm er als Kommandeur die Fliegende Gruppe beim Marinefliegergeschwader 2, bevor er bis 1974 als Referent in den Führungsstab der Marine wechselte.
Ab 1. April 1974 war er als Kapitän zur See bis 23. März 1977 Kommodore des Marinefliegergeschwader 2. Anschließend war Ziebis bis August 1978 Chef des Stabes und Stellvertreter bei der Flottille der Marineflieger. 1978/79 war er am US Naval War College in Newport und ging anschließend bis 1982 als Referatsleiter zum Führungsstab der Marine.
Als Nachfolger von Jürgen Dubois war er ab April 1982 Chef des Stabes des Flottenkommandos (FlKdo) in Glücksburg-Meierwik. Im September 1987 gab er den Posten ab. Von Anfang Oktober 1987 bis Ende März 1992 war er Kommandeur der Flottille der Marineflieger.
Am 2. Juni 1992 erhielt er das Verdienstkreuz 1. Klasse.